# Рулевой

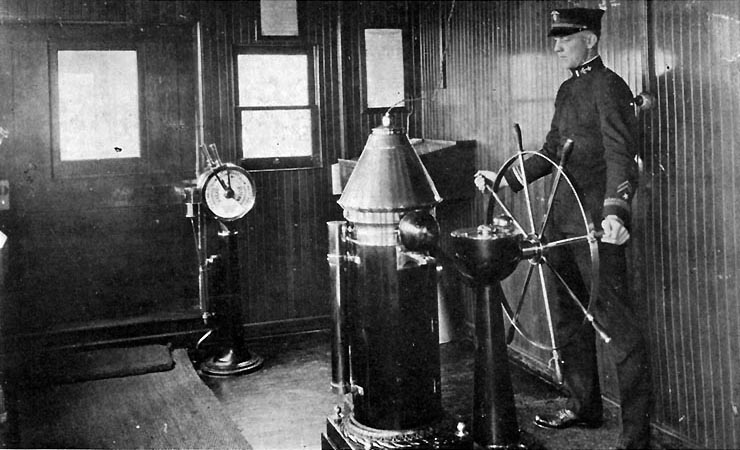
Рулевой торгового судна, 1919 год.

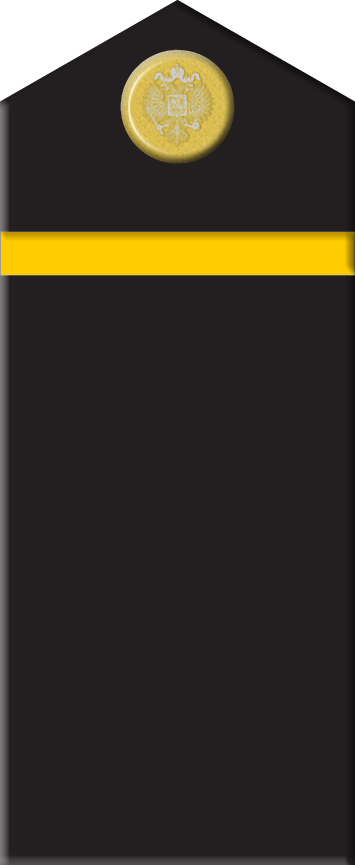
Погон рулевого Русского флота.

Рулевой — строевой нижний чин Русского флота и должность на корабле (судне любого водоизмещения); специалист, отвечающий за управление рулем (рулями). 

## История
Рулевой являлся специалистом в Русском флоте Вооружённых сил Российской империи и принадлежал к категории матросы. Как правило, матрос или старшина.
Введённые Именным Указом «О введении в морском ведомстве отличий на погонах», одна поперечная басонная нашивка была установлена для марсовых, рулевых и ефрейторов.
Задача рулевого состоит в удержании заданного курса и (на подводной лодке) глубины движения корабля, управлении рулевыми механизмами корабля.
В зависимости от типа и конструкции корабля, обязанности рулевого могут меняться. Так, рулевой шлюпки (англ. coxswain) является одновременно её командиром, если командир не назначен специально. Как правило, но не всегда, рулевой гоночной яхты одновременно является капитаном команды. Рулевой подводной лодки совмещает несколько специальностей и входит в команду рулевых-сигнальщиков.
Старшина рулевых (англ. quartermaster) в ВМС США одновременно исполняет обязанности штурмана, даже при наличии штурмана из офицеров.
| Младший строевой нижний чин: Гальванёр и Матрос 1-й статьи | Рулевой, марсовой и сигнальщик | Старший строевой нижний чин: Квартирмейстер и старшие: минёр, комендор, гальванёр, рулевой, марсовой и сигнальщик |